# Lawrence Maxwell

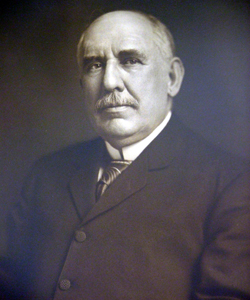
Lawrence Maxwell Jr.

Lawrence Maxwell Jr. (* 4. Mai 1853 in Glasgow, Schottland; † 18. Februar 1927 in Cincinnati, Ohio) war ein US-amerikanischer Jurist und United States Solicitor General.

## Biografie
Nach dem Besuch der Woodward High School in Cincinnati studierte der aus einer schottischen Einwandererfamilie stammende Maxwell an der University of Michigan und erwarb dort 1874 einen Bachelor of Science (B.S.). Ein anschließendes Postgraduiertenstudium der Rechtswissenschaften an der Law School der University of Cincinnati schloss er 1875 ab. Nach der Zulassung zum Rechtsanwalt im Bundesstaat Ohio war er zunächst Partner der Anwaltskanzlei King, Thompson & Maxwell sowie danach von 1884 bis zu seinem Tode 1927 der Kanzlei Ramsey, Maxwell & Matthews.
Im April 1893 wurde Lawrence Maxwell von US-Präsident Grover Cleveland zum Solicitor General ernannt und nahm somit für knapp zwei Jahre bis Januar 1895 das drittwichtigste Amt im Justizministerium der Vereinigten Staaten wahr. Nach seinem Ausscheiden aus dem Regierungsdienst nahm er 1896 neben seiner anwaltlichen Tätigkeit bis 1912 auch den Ruf als Professor für Rechtswissenschaft an der Law School der University of Cincinnati an. Zwischen 1909 und 1916 war er außerdem Lecturer an der Law School der University of Michigan.